# 中里篤史
中里 篤史（なかざと あつし、1982年9月12日 - ）は、埼玉県朝霞市出身の元プロ野球選手（投手）。右投左打。現在は読売ジャイアンツのスコアラー。

## 経歴

### プロ入り前
朝霞市立朝霞第二小学校2年生の時に野球を始め、朝霞市立朝霞第二中学校時代から投手を務めるようになった。
春日部共栄高等学校入学時は体重60kgの痩せた体格だった。当時の本多監督が直球だけで三振を奪える投手を目指して徹底的な体力強化を行なわせ、変化球はカーブのみを練習させた。その結果、ストレートに磨きがかかり、2年生の時には140km/hを記録。その年の秋季関東大会の初戦では東海大相模高等学校と対戦し、延長戦の末に1対2で敗れた。3年生の時には春季埼玉県大会で優勝。関東大会では選抜大会出場の国士舘高等学校を相手に好投した。
甲子園出場・優勝を目標とした夏の全国高等学校野球選手権埼玉大会では、初戦は5回コールドゲーム、すべてのアウトを三振で取る15奪三振の完全試合（参考記録）を達成。決勝戦では浦和学院高等学校の坂元弥太郎と延長10回を投げ合うもサヨナラ負けを喫し甲子園出場はならなかった。東海大相模の筑川利希也、桐生第一の一場靖弘とともに関東3羽ガラスとしてプロのスカウトから注目された。高校生の右投手としてはトップクラスの評価を受け、2000年度ドラフト会議にて中日ドラゴンズから1位指名を受けた。11月29日に契約金1億円、推定年俸840万円、出来高払い3000万円という条件で仮契約を結んだ。

### 中日時代
2001年、フレッシュオールスターゲームでは150km/hを記録したほか、3回無失点に抑え優秀選手賞を受賞した。9月16日の対読売ジャイアンツ戦（ナゴヤドーム）で一軍デビューを飾った。またこの試合ではプロ初安打となる適時打も放っている。この年は一軍で2登板に留まったものの、二軍で7勝を挙げたことで来年からの飛躍が期待された。
2002年、沖縄での春季キャンプ直後に右ひじを少し痛めたことで2軍でノースロー調整となる。その後、2月13日にはブルペンでキャッチボールができるほどに状態が良くなり、これから実践に向けて調整を行おうとしていた矢先の同20日、読谷村のキャンプ宿舎の階段で転倒しそうになり、とっさに右手で手すりをつかんだ際に脱臼。右肩関節唇および同関節包の損傷で、投手生命が危ぶまれるほどの重傷を負った。
2003年は一軍、二軍とも登板なしに終わり、オフの11月13日に推定年俸600万円で契約更改した。また、秋季キャンプ中の11月19日、プールでのトレーニング中にまたも右肩を脱臼。
2004年も一軍登板なしに終わった。
2005年、4年ぶりに一軍に昇格し、10月1日の広島東洋カープ戦（ナゴヤドーム）で6回表に復帰登板を果たした。この試合では最高148km/hを記録、1回を三者凡退（2三振）と好投すると、直後に打線が逆転しチームはそのまま勝利したため、リリーフでプロ初勝利を挙げた。10月7日の横浜ベイスターズとのシーズン最終戦（ナゴヤドーム）で先発登板し、3回2失点で敗戦投手となった。

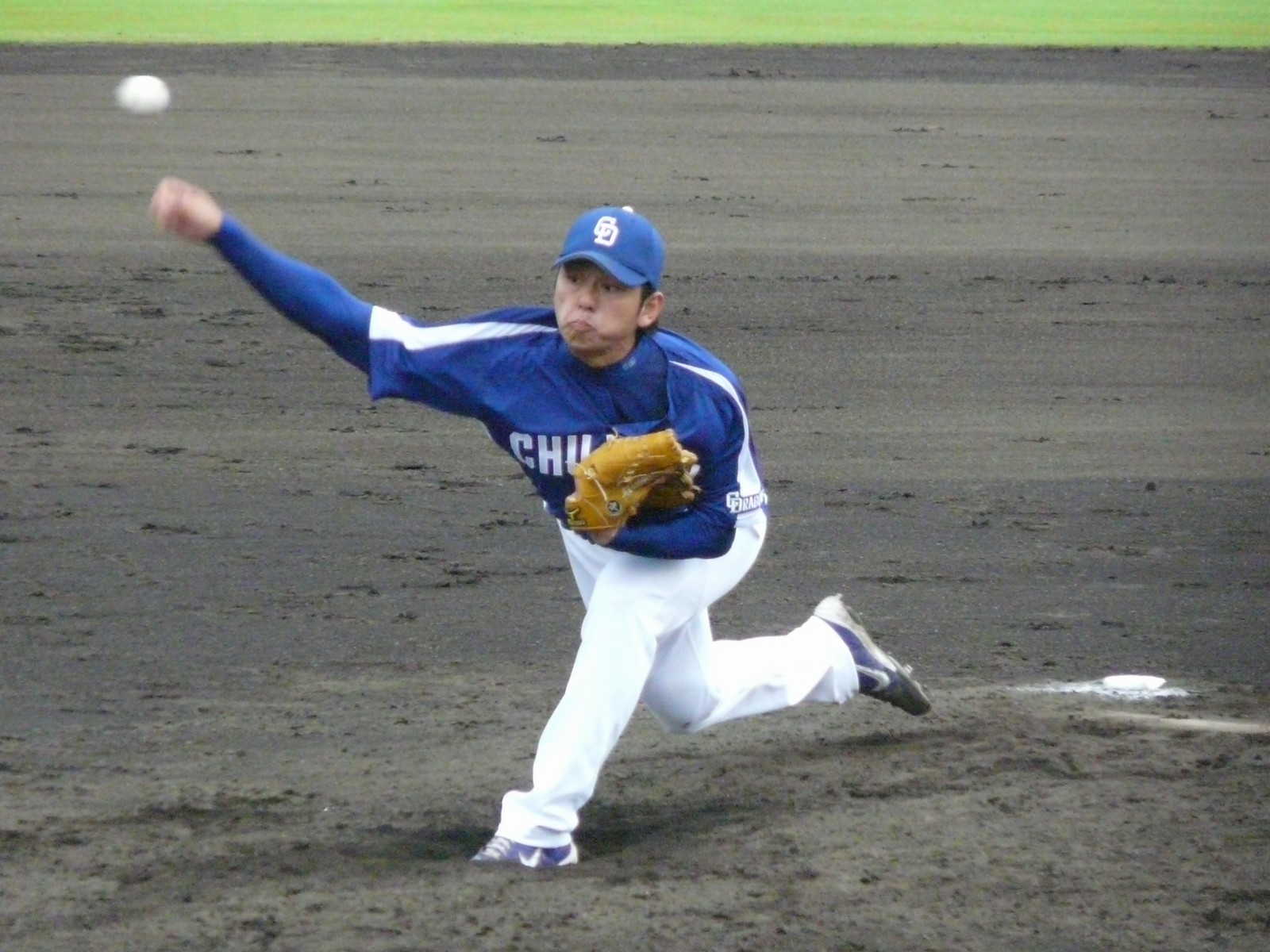
投球フォーム（2008年6月25日）

同年オフに落合博満監督の方針で背番号を70から18に変更。また、秋季キャンプでは、チームメイトの柳沢裕一に、ストレートについて「いい時の桑田さんのような球筋」と評価されたほか、通算で1000球以上投げた。秋季キャンプ中に推定年俸600万円（100万円増）で契約更改。
2006年8月に一軍へ復帰すると、自己最多の13試合に登板。日本シリーズにも登板。東京ヤクルトスワローズ戦で自己最速の152km/hを記録。北海道日本ハムファイターズとの日本シリーズでは新庄剛志の現役最終打席で登板し、泣きながら打席に立つ新庄を直球勝負で三振に打ち取った。
2007年、バランスボールから落下し左肘骨折する怪我を負い、一軍登板なしに終わった。二軍成績は15試合3勝3敗、61回を投げ43奪三振、防御率3.84だった。
2008年、オープン戦で7試合に登板し防御率0.00を記録し、8年目にして初の開幕一軍入りを果たした。しかし、5月5日に二軍へ降格。8月に一軍へ再昇格したが、期待されたセットアッパーの位置を確保できなかった。同年オフに背番号が70へ戻された。
2009年は5月31日に一軍昇格し、同日の福岡ソフトバンクホークス戦（福岡Yahoo! JAPANドーム）でシーズン初登板。中継ぎで1回2/3を投げ無失点に抑えた。だが、6月3日のオリックス・バファローズ戦（京セラドーム大阪）では3回裏途中から登板したものの2回2/3を3失点の内容で、6月5日に二軍へ降格した。二軍では22試合に登板し6勝3敗1セーブという成績を残すものの、一軍へ再昇格することなく、11月2日に戦力外通告を受けた。同年は登板わずか2試合、計4回1/3を3失点、防御率6.23という成績に終わった。

### 巨人時代
2009年11月11日に読売ジャイアンツが獲得を発表。推定年俸800万円で、背番号は63。
2010年7月17日に一軍登録され、当日に行われた対横浜ベイスターズ戦に登板。1イニングを無失点で切り抜けた。一軍では前年と同じ2試合の登板だったが、二軍の成績は30試合に登板し2勝2敗1セーブ、35回1/3を投げて29奪三振、防御率2.80の成績を残す。
2011年は、二軍の成績は23試合に登板。3勝2敗、38回を投げて30奪三振、防御率3.79の成績であった。しかし、自身4年ぶり、移籍してから初の一軍登板なしに終わった。11月15日に2度目の戦力外通告を受け、その後合同トライアウトに参加したものの現役引退を表明した。

### 現役引退後
引退後は、スコアラーとして読売ジャイアンツに残った。

## 選手としての特徴
プロ入り後の最速は152km/h。ストレートには威力があり、高めのボール球でも空振りを奪うことができた。変化球は、カーブとスプリットを投げる。
高3時のドラフト会議で、中日は当初山田秋親（立命館大学）の逆指名を狙っていたが、山田が福岡ダイエーホークスへの入団を決めたことから、1位指名を中里に切り替えた。このときの心境を、当時スカウトだった中田宗男は「普通なら落胆するところですが、私は「ヨッシャ！」と喜びました」と語っている。
中里の素質は目を見張るものがあり、当時の中日の首脳陣や選手などは中里が未来のエースだと疑わなかったという。中日スカウト（当時）の法元英明は、1年目の中里のピッチングを見て「小山正明みたいだ」と評した。山本昌は後年、「野球センスの凄い選手として真っ先に挙げるのが中里。足も守備もバッティングもすごかった。」と語っており、中里の野球センスがプロ選手の中でも飛びぬけていたことがうかがえる。しかし、このような素質を持ちながらも怪我に泣かされたプロ生活であったことから、「悲劇の天才」や「ガラスのエース」などと称されることもある。
後年、石川歩（千葉ロッテマリーンズ）や森博人（中日ドラゴンズ）、斉藤優汰（広島東洋カープ）らが目標や好きな選手として中里の名前を挙げており、中里のピッチングは後世にも影響を与えているものといえる。

## 詳細情報

### 年度別投手成績
| 年 度     | 球 団     | 登 板 | 先 発 | 完 投 | 完 封 | 無 四 球 | 勝 利 | 敗 戦 | セ 丨 ブ | ホ 丨 ル ド | 勝 率 | 打 者 | 投 球 回 | 被 安 打 | 被 本 塁 打 | 与 四 球 | 敬 遠 | 与 死 球 | 奪 三 振 | 暴 投 | ボ 丨 ク | 失 点 | 自 責 点 | 防 御 率 | W H I P |
| --------- | --------- | ----- | ----- | ----- | ----- | -------- | ----- | ----- | -------- | ----------- | ----- | ----- | -------- | -------- | ----------- | -------- | ----- | -------- | -------- | ----- | -------- | ----- | -------- | -------- | ------- |
| 2001      | 中日      | 2     | 2     | 0     | 0     | 0        | 0     | 1     | 0        | --          | .000  | 45    | 9.0      | 12       | 0           | 5        | 0     | 0        | 5        | 1     | 0        | 8     | 6        | 6.00     | 1.89    |
| 2005      | 中日      | 2     | 1     | 0     | 0     | 0        | 1     | 1     | 0        | 0           | .500  | 18    | 4.0      | 3        | 1           | 2        | 0     | 0        | 3        | 0     | 0        | 2     | 2        | 4.50     | 1.25    |
| 2006      | 中日      | 13    | 0     | 0     | 0     | 0        | 1     | 0     | 0        | 0           | 1.000 | 46    | 10.0     | 9        | 1           | 7        | 1     | 1        | 14       | 0     | 0        | 4     | 4        | 3.60     | 1.60    |
| 2008      | 中日      | 13    | 0     | 0     | 0     | 0        | 0     | 0     | 0        | 0           | ----  | 44    | 10.1     | 6        | 1           | 6        | 0     | 0        | 5        | 1     | 0        | 4     | 4        | 3.48     | 1.16    |
| 2009      | 中日      | 2     | 0     | 0     | 0     | 0        | 0     | 0     | 0        | 0           | ----  | 21    | 4.1      | 6        | 0           | 1        | 0     | 0        | 4        | 1     | 0        | 3     | 3        | 6.23     | 1.62    |
| 2010      | 巨人      | 2     | 0     | 0     | 0     | 0        | 0     | 0     | 0        | 0           | ----  | 16    | 3.0      | 4        | 0           | 3        | 0     | 0        | 1        | 0     | 0        | 2     | 2        | 6.00     | 2.33    |
| 通算：6年 | 通算：6年 | 34    | 3     | 0     | 0     | 0        | 2     | 2     | 0        | 0           | .500  | 190   | 40.2     | 40       | 3           | 24       | 1     | 1        | 32       | 3     | 0        | 23    | 21       | 4.65     | 1.58    |

### 記録
投手記録
- 初登板・初先発登板：2001年9月16日、対読売ジャイアンツ28回戦（ナゴヤドーム）、5回3失点（自責点1）[4]
- 初奪三振：同上、2回表に清原和博から空振り三振
- 初勝利：2005年10月1日、対広島東洋カープ21回戦（ナゴヤドーム）、6回表に2番手で救援登板、1回無失点[13][14]

打撃記録
- 初安打・初打点：2001年9月16日、対読売ジャイアンツ28回戦（ナゴヤドーム）、4回裏に條辺剛から中越2点適時二塁打

### 背番号
- 28（2001年 - 2003年）
- 70（2004年 - 2005年、2009年）
- 18（2006年 - 2008年）
- 63（2010年 - 2011年）

## 関連情報

### 関連書籍
- 『中日ドラゴンズ ドラフト1位のその後』（別冊宝島編集部編、宝島社、2014年）ISBN 9784800220929